# 统一共和党
统一共和党是中华民国初年的政党，由共和统一会、中华民国国民共进会、政治谈话会等联合而成。
1912年4月11日，统一共和党在南京召开成立大会。大会选举了总务干事、常务干事、参议、特派交际员等，其名单如下：
- 总务干事（5人）：蔡锷[1]、张凤翙、王芝祥、孙毓筠、沈秉堃
- 常务干事（5人）：殷汝骊、袁家普、陈陶遗、张树森、彭允彝
- 参议（20人）：許燊、黄序鹒、欧阳振声、王葆真、刘馥、阮性存、刘彦、赵世钰、沈钧儒、马邻翼、萧堃、席聘臣、景耀月、周钰、賀國昌、李載賡、張蔚森、吳景濂、陳景南、李素。
- 特派交际员（25人）：仇預、楊年、洪榮圻、曾有瀾、马步云、王鑫潤、李曰垓、李增、褚輔成、虞廷愷、莫永貞、封德三、尹廷輔、俞朱堂、鄧㗁、唐爾錕、孫志曾、朱念祖、鄭楚珍、狄樓海、賀昇年、楊策、趙銘新、劉文田、馬良翰。

该党本部初设南京，后迁至北京，在一些省份设有支部。
该党作为中国同盟会的别动队存在。在北京臨時参議院中，该党占有25个議席，仅次于中国同盟会、統一党而列第三位。
1912年8月，该党与中国同盟会等合并组成国民党。

## 政治纲领
一、厘定行政区域，以谋中央统一；

二、厘定税制，以期负担公平；

三、注重民生，采用社会政策；

四、发达国民商工业，采用保护贸易政策；

五、划一币制，采用虚金本位；

六、整顿金融机关，采用国家银行制度；

七、建设铁路干线及其他交通机关；

八、实行军国民教育，促进专门学术；

九、振兴海陆军备，采用征兵制度；

十、保护海外移民，励行实边开垦；

十一、普及文化、融合国内民族；

十二、注重邦交，保持国家对等权利。